# Охматов
Охма́тов (укр. Охматів) — село в Жашковском районе Черкасской области Украины.
Население по переписи 2001 года составляло 877 человек. Почтовый индекс — 19233. Телефонный код — 4747.

## Местный совет
19233, Черкасская обл., Жашковский р-н, с. Охматов
Административно-территориальное деление
Охматов (укр. Охматів) — село, центр сельского совета Жашковского района Черкасской области. В ХІХ столетии село Уманского уезда Киевской губернии.
Село относится к историко-этнографическому региону Среднее Поднепровье (Надднепрянщина).
```
Похилевич Л. И. Сказания о населенных местностях Киевской губернии 1864 г.
```

Охматов, село отделяется от Вороного ставом, имеющим ширины до 2 верст. Уманская дорога, пересекши реку Тикич в селе Вороном, за три версты в селе Охматове проходит чрез Бурту близ самого впадения её в Тикич с левой стороны Охматов речкою Буртой разделяется на две части, из коих лежащая на левой стороне речки с 430 душами обоего пола населения, причисляется к Воронянскому имению, а другая с 602 жителями и 1740 десятинами земли, принадлежит Леонарду Пионтковскому и числится уже в Таращанском уезде. Название села происходит от татарского имени Ахмат. Жители, основываясь на предании предков утверждают, что Охматов в древности был большим городом, имевшим 16 церквей. В летописях же значится, что под Охматовым, имевшим укрепленный замок, несколько раз происходили военные стычки во время войн за Малороссию. Так в 1644 году 30 января гетман Конецпольский разбил близ Охматова 30 000 татар, бывших под предводительством Омер-аги. В сражении сем участвовал совместно с Поляками знаменитый Иеремия Вишневецкий 11 января 1655 года Ланцкоронский сражался с Малороссиянами, под предводительством самого Богдана Хмельницкого, под командою коего было 60000 Московских и 30 000 Малороссийских войск и 80 пушек. Полякам помогали Татары. Битва продолжалась 5 часов среди ночи и в порядочный мороз, так что, по выражению Рудавского, ночная темнота обратилась в день. 5 дней потом Русские выдерживали нападение; но потеряв 30 пушек, принуждены были отступить. На следующий год, 20 января, в день битвы на Дрожиполе, отряд полковника Пушкаренка сражался под Охматовым с Татарами, союзниками поляков.
Церковь Успенская, каменная, 6-го класса; земли имеет указную пропорцию; построена в 1808 году покойным священником Димитрием Усаневичем. О предшествовавшей церкви во имя Успения в визиге 1741 года Тетиевского деканата говорится, что она дубовая, соломою покрытая, построена 1735 года; приходских дворов имела 40 в Охматове и 30 в Красном Конце (Куте); священником при ней был тогда Игнатий Гудимович.